# Jeux d'espions (film, 1980)
Pour les articles homonymes, voir Jeux d'espions.
Pour plus de détails, voir Fiche technique et Distribution.
Jeux d'espions (Hopscotch) est un film d'espionnage américain réalisé par Ronald Neame, sorti en 1980.

## Synopsis
Lors de l'Oktoberfest de Munich, l'agent de terrain vétéran de la CIA Miles Kendig et son équipe déjouent un transfert de microfilms avec des agents du KGB. À son retour à Washington, son patron, Myerson, le réaffecte à un poste de bureau parce que Kendig n'a pas arrêté Yaskov, le chef du KGB en Europe de l'Est. Kendig explique à Myerson qu'il connaît la façon de penser de Yaskov et qu'il faudrait du temps et des ressources pour identifier et apprendre à connaître un nouveau remplaçant. Le bon ami et protégé de Kendig, Joe Cutter, est néanmoins désigné pour reprendre l'ancien poste de son mentor.
Au lieu d'accepter cette situation, Kendig passe à l'action. Il passe à la broyeuse l'intégralité de son dossier personnel des archives et s'envole pour Salzbourg afin de rendre visite à son ancienne amante Isobel Von Schoenenberg, qu'il n'a pas vue depuis longtemps. Yaskov, devinant ce qui s'est passé, rencontre Kendig dans un parc et l'invite à passer au KGB mais lorsque Kendig refuse, il lui demande sarcastiquement si Kendig va prendre sa retraite et écrire ses mémoires. Durant leur discussion, ils remarquent qu'ils sont pris en photos par les américains.
Sur le champ, Kendig décide de faire exactement cela : écrire et publier un mémoire exposant les sales tours et l'incompétence générale de la CIA en général et de Myerson en particulier depuis les 40 dernières années. Apprenant son projet, Isobel est horrifiée en disant que Myerson enverra des agents pour le tuer. Elle l'aide néanmoins en envoyant des copies du premier chapitre de Kendig aux chefs des services d'espionnage aux États-Unis, en Union soviétique, en République populaire de Chine, en France, en Italie et en Grande-Bretagne. Epouvanté, Myerson charge Cutter d'arrêter Kendig à tout prix, tandis que Yaskov, qui ne veut pas que les folies de sa propre agence soient exposées, poursuit également son vieil adversaire.
Kendig appâte ses poursuivants en leur envoyant des chapitres explosifs et en les informant périodiquement de sa position. Quittant l'Europe, il retourne aux États-Unis, louant allègrement la maison familiale inoccupée de son ancien chef en Géorgie, où il écrit d'autres chapitres. Après avoir délibérément divulgué son adresse, Kendig fait en sorte que le FBI croit qu'il se trouve dedans avec de armes. Les agents tirent sur la maison de Myerson avec des balles et du gaz lacrymogène déclanchant des tirs d'artifices au grand désarroi de Myerson.
Pendant ce temps, Kendig se rend aux Bermudes en hydravion affrété, où il termine son livre avant de rejoindre Londres pour présenter le dernier chapitre à son éditeur. Yaskov informe Cutter qu'un de ses agents a repéré Kendig à Londres par hasard. Kendig achète un biplan vintage, une version Stampe du Tiger Moth et engage un ingénieur pour le modifier sur mesure en vue d'une tâche spécifique. Myerson rencontre l'éditeur de Kendig pour lui interdir de publier le livre mais l'autre rejette ses menaces en lui indiquant qu'ils se trouvent dans un pays libre. L'éditeur donne tout de même l'adresse de l'hôtel de Kendig. Dans la chambre, tous les poursuivants lisent des copies du dernier chapitre qu'il a laissé pour eux.
Plus tard, Kendig tend une embuscade à Cutter dans sa chambre d'hôtel, le ligote, le bâillonne et l'informe qu'il va traverser la Manche en avion depuis un petit aérodrome près de Beachy Head. Pendant ce temps, Isobel fait faux bond à ses agents de la CIA et traverse la Manche en aéroglisseur pour rejoindre Kendig tôt le lendemain matin. Alors que tout le monde converge vers l'aérodrome, Kendig a un pneu crevé en chemin et est emmené par la police locale à son poste. Lorsqu'un policier le reconnaît grâce à un bulletin d'information sur les fugitifs, Kendig s'échappe en court-circuitant une prise électrique et en volant une voiture de police.
Kendig atteint l'aérodrome, et les Américains et Yaskov arrivent par hélicoptère peu après. Le biplan de Kendig décolle par télécommande et est poursuivi par Myerson dans l'hélicoptère. Le biplan de Kendig échappe aux tirs de Myerson pendant un certain temps mais l'avion est finalement touché et explose soudainement au-dessus de la Manche. En réalité, Kendig a délibérément détruit l'avion avec sa console de commande à distance et il s'en va sans que personne le voie. Les espions voit les débris de l'appareil dans l'eau et supposent que Kendig est finalement mort. Cutter, cependant, remarque ironiquement qu'il ferait mieux de rester mort. Pendant ce temps, Kendig se faufile hors d'un bâtiment en ruine en bordure de l'aérodrome, utilisant un baril d'huile usagée pour se débarrasser de la télécommande qu'il avait utilisée pour piloter et détruire le biplan. Lui et Isobel partent pour un séjour de quelques semaines dans le sud de la France.
Quelques mois plus tard, les mémoires explosives de Kendig, intitulées Hopscotch, sont devenues un best-seller international en battant tous les records de ventes. Déguisé en sikh, Kendig commence à discuter avec l'accent britannique au vendeur d'une librairie locale. Il achète un exemplaire de son propre livre, à la grande exaspération d'Isobel devant ses pitreries et ses déguisements ridicules. Tandis qu'ils sortent du magasin, la caméra se tourne vers la page de garde du livre, où l'on voit Kendig et Yaskov en train de discuter dans un parc, il s'agit d'une photo qui avait été prise à leur insu.

## Fiche technique
- Titre original : Hopscotch
- Titre français : Jeux d'espions
- Réalisation : Ronald Neame
- Scénario : Brian Garfield d'après son roman Hopscotch et Bryan Forbes
- Décors : William J. Creber[1]
- Costumes : Rosemary Burrows
- Photographie : Arthur Ibbetson
- Montage : Carl Kress
- Production : Edie Landau, Ely A. Landau[2]
  - Production déléguée : Otto Plaschkes
  - Production associée : Jonathan Bernstein, Brian Garfield
- Société(s) de production : Edie & Ely Landau Inc. (presents), International Film Investors (in association with), Sham Productions (in association with)
- Société(s) de distribution :  AVCO Embassy Pictures
- Pays de production : États-Unis
- Année : 1980
- Langue : anglais, français, allemand, russe
- Format : couleur – 35 mm – 2,35:1 – mono
- Genre : Aventure, comédie et espionnage
- Durée : 106 minutes
- Date de sortie : 
  - États-Unis : 26 octobre 1980 (New York City, New York)

## Distribution
- Walter Matthau (V.F. : André Valmy) : Miles Kendig / James Butler / Mr. Hannaway / Leonard Ross
- Glenda Jackson : Isobel
- Sam Waterston : Cutter
- Ned Beatty : Myerson
- Herbert Lom : Yaskov
- David Matthau : Ross
- George Baker : Westlake
- Ivor Roberts : Ludlum
- Lucy Saroyan : Carla
- Severn Darden : Maddox
- George Pravda : Saint Breheret

## Distinctions

### Nominations
- Golden Globes 1981 :
  - Meilleur acteur dans un film musical ou une comédie pour Walter Matthau
- Prix Edgar-Allan-Poe 1981 :
  - Meilleur film pour Brian Garfield et Bryan Forbes
- Writers Guild of America 1981 :
  - Best Comedy Adapted from Another Medium pour Brian Garfield et Bryan Forbes

## Article annexe
- La Loi de la CIA